# Кольцов Антон Вікторович
Антон Вікторович Кольцов (рос. Антон Викторович Кольцов, нар. 24 червня 1973, Череповець, Вологодська область, РФ) — російський політик, віце-губернатор Вологодської області, голова «уряду» російської окупаційної адміністрації Запорізької області під час повномасштабного російського вторгнення в Україну. Фігурант бази даних центру «Миротворець».

## Життєпис
Народився 24 червня 1973 року в Череповці. Закінчив Ярославську медичну академію за спеціальністю «лікар-педіатр». Пізніше отримав другу спеціальність — оброблення металу тиском в Череповецькому державному університеті.
З 2000 по 2012 роки працював в компанії «Фирма Стоик». Після купівлі фірми компанією «Северсталь» працював в ній на посаді керівника департаменту з охорони праці. З 2016 року — перший заступник губернатора Вологодської області РФ, з 2017 за сумісництвом — голова уряду області.

## Діяльність на окупованих росіянами територіях України
2022—2024 роки — голова окупаційного уряду Запорізької області. Знятий «добровільно» після численних корупційних скандалів.
13 червня 2025 — окупаційний очільник Маріуполя.